# Agrypon tricolor
Agrypon tricolor är en stekelart som först beskrevs av Brulle 1846.  Agrypon tricolor ingår i släktet Agrypon och familjen brokparasitsteklar. Inga underarter finns listade i Catalogue of Life.